# Южно-Сахалинский (грязевой вулкан)
Южно-Сахалинский — грязевой вулкан в городском округе Южно-Сахалинск Сахалинской области России.

## География
Грязевой вулкан расположен на Дальнем востоке, в Сахалинской области, в 18 км к северо-западу от Южно-Сахалинска, 500 м к северо-востоку от станции Новодеревенская, на пересечении двух геологических разломов (на линии сейсмоактивного Тымь-Поронайского (Центрально-Сахалинского) регионального разлома).
Располагается в границах Амурско-Приморско-Сахалинской физико-географической страны, в южной части Западно-Сахалинских гор, на восточном макросклоне Мицульского хребта. Основная часть памятника расположена в бассейне рек Алат и Пута. Сам же вулкан находится в привершинной части холма в предгорьях Камышовского хребта.

## Описание
Грязевой вулкан — это выход на поверхность земли глинистых масс, минерализованных вод и газов. Периодически вулкан извергает водогрязевую смесь из сопочной брекчии, обогащённой термальными водами, продуктами с примесью метана и фракциями нефти, которые присутствуют в газовых месторождениях, частиц песчаника, арагонита, песчано-алевритовая часть (кварц, полевой шпат, глауконит, слюды). Механизм появления таких вулканов не изучен полностью. По существующей теории, такие вулканы образовываются рядом с нефтяными месторождениями. Данный грязевой вулкан представляет собой грязевое поле диаметром около 200 метров. На нём можно увидеть около 20 точек активности с грифонами, похожих на кратеры вулканов в миниатюре, источающих жидкую грязь, которые возвышаются над землёй не более чем на 20-40 см. Основная их масса расположена не в центре, а ближе к краю. Южно-Сахалинский грязевой вулкан активизировался в 1959, 1979, 2001 и 2011 (сильное землетрясение в Японии) годах. Во время этих извержений столбы грязи достигали нескольких десятков метров в высоту. Самая высокая точка вулкана имеет высоту 301 м.

## Памятник природы
Памятник природы регионального значения с 1983 года. Охраняемая территория 40 га. Создан с целью сохранения редких геологических объектов: плоского конуса выброса продуктов извержения метанового и углекислого газа, минерализованной воды со слабым проявлением нефти, обломков размокших до глин аргиллитов, алевролитов и песчаников, содержащих обломки раковин двустворчатых моллюсков иноцерамов и головоногих моллюсков аммонитов верхнемелового возраста (более 70 млн лет).
На территории самого вулкана почти нет растений. На окружающих грязевое поле участках луговой и лесной растительности отмечены виды растений, занесённые в Красную книгу Российской Федерации и Красную книгу Сахалинской области. Это гортензия черешчатая, черёмуха Сьори, двулистник Грея, калипсо луковичная, гнездоцветка клобучковая.